# God Is Dead?
Singles de Black Sabbath
The Devil Cried End of the Beginning
Pistes de 13
End of the Beginning Loner
God Is Dead? est une chanson du groupe de heavy metal Black Sabbath de leur album 13. C'est le premier single de l'album et le premier avec Ozzy Osbourne depuis Psycho Man et Selling My Soul de l'album Reunion en 1998. La chanson est sortie en .mp3 sur Amazon.com. Elle était aussi disponible gratuitement sur iTunes pour ceux qui avaient pré-commandé l'album. La chanson fut aussi mise en intégralité sur YouTube pour la promotion de la chanson. Le titre de la chanson et le personnage sur la pochette du single font référence à Friedrich Nietzsche, un philosophe allemand célèbre pour avoir déclaré : "Dieu est mort et il restera mort. Et nous l'avons tué. Comment allons-nous nous réconforter nous-mêmes, les meurtriers de tous les meurtriers ?"
«God Is Dead?» a atteint le #6 sur le UK Rock Charts.
Le clip vidéo a été mis sur YouTube le 10 juin 2013 et a été dirigé par Peter Joseph, directeur de la série de films Zeitgeist.
La chanson fut utilisée lors de la deuxième campagne de promotion de la sixième saison de Sons of Anarchy.
La chanson gagne le Grammy Award de la meilleure prestation metal le 26 janvier 2014. Il s'agit du premier Grammy Awards du groupe en quatorze ans.